# Embarrass (Wisconsin)
Embarrass ist eine Gemeinde (mit dem Status „Village“) im Waupaca County im US-amerikanischen Bundesstaat Wisconsin. Im Jahr 2010 hatte Embarrass 404 Einwohner.

## Geografie
Embarrass liegt im nordöstlichen Zentrum Wisconsins, rund 75 km nordnordwestlich des Lake Winnebago und rund 60 km westlich der Green Bay des Michigansees. Der Ort liegt beiderseits des Embarrass River, der über den Wolf River und den Fox River zum Einzugsbereich der Green Bay des Michigansees gehört.
Die geografischen Koordinaten von Embarrass sind 44°39′56″ nördlicher Breite und 88°42′26″ westlicher Länge. Das Gemeindegebiet erstreckt sich über eine Fläche von 3,08 km² und ist im Westen, Süden und Osten fast vollständig von der Town of Matteson umgeben, ohne dieser anzugehören. Im Norden grenzt die Town of Belle Plaine des Shawano County an das Gemeindegebiet. 
Nachbarorte von Embarrass sind Shawano (18 km nordöstlich), Bonduel (27 km ostnordöstlich), Nichols (29 km südöstlich), Bear Creek (18 km südlich), Clintonville (7,2 km südwestlich), Marion (17,5 km westlich) und Pella (13,5 km nordwestlich).
Die nächstgelegenen größeren Städte sind Green Bay am Michigansee (63 km ostsüdöstlich), Appleton (65 km südöstlich), Wisconsins größte Stadt Milwaukee (212 km südsüdöstlich), Chicago in Illinois (362 km in der gleichen Richtung), Wisconsins Hauptstadt Madison (218 km südsüdwestlich), Eau Claire (251 km westlich), die Twin Cities in Minnesota (374 km in der gleichen Richtung), Wausau (95 km westnordwestlich), Duluth am Oberen See in Minnesota (456 km nordwestlich) und Sault Ste. Marie in der kanadischen Provinz Ontario (485 km nordöstlich, gegenüber von Sault Ste. Marie, Michigan).

## Verkehr
Der Wisconsin State Highway 22 verläuft von Norden nach Südwesten als Hauptstraße durch das Zentrum von Embarrass. Alle weiteren Straßen sind untergeordnete Landstraßen, teils unbefestigte Fahrwege sowie innerörtliche Verbindungsstraßen.
Mit dem Clintonville Municipal Airport befindet sich 6,4 km südsüdwestlich ein kleiner Flugplatz. Die nächsten Verkehrsflughäfen sind der Austin Straubel International Airport von Green Bay (63 km ostsüdöstlich), der Outagamie County Regional Airport bei Appleton (60 km südsüdöstlich) und der Central Wisconsin Airport bei Wausau (88 km westlich).

## Bevölkerung
Nach der Volkszählung im Jahr 2010 lebten in Embarrass 404 Menschen in 144 Haushalten. Die Bevölkerungsdichte betrug 131,2 Einwohner pro Quadratkilometer. In den 144 Haushalten lebten statistisch je 2,37 Personen. 
Ethnisch betrachtet setzte sich die Bevölkerung zusammen aus 97,0 Prozent Weißen, 0,5 Prozent Afroamerikanern, 1,0 Prozent amerikanischen Ureinwohnern sowie 0,7 Prozent aus anderen ethnischen Gruppen; 0,7 Prozent stammten von zwei oder mehr Ethnien ab. Unabhängig von der ethnischen Zugehörigkeit waren 0,7 Prozent der Bevölkerung spanischer oder lateinamerikanischer Abstammung. 
18,3 Prozent der Bevölkerung waren unter 18 Jahre alt, 50,3 Prozent waren zwischen 18 und 64 und 31,4 Prozent waren 65 Jahre oder älter. 46,8 Prozent der Bevölkerung waren weiblich.
Das mittlere jährliche Einkommen eines Haushalts lag bei 40.833 USD. Das Pro-Kopf-Einkommen betrug 22.781 USD. 20,9 Prozent der Einwohner lebten unterhalb der Armutsgrenze.